# Bugenhagenkirche (Greifswald-Wieck)

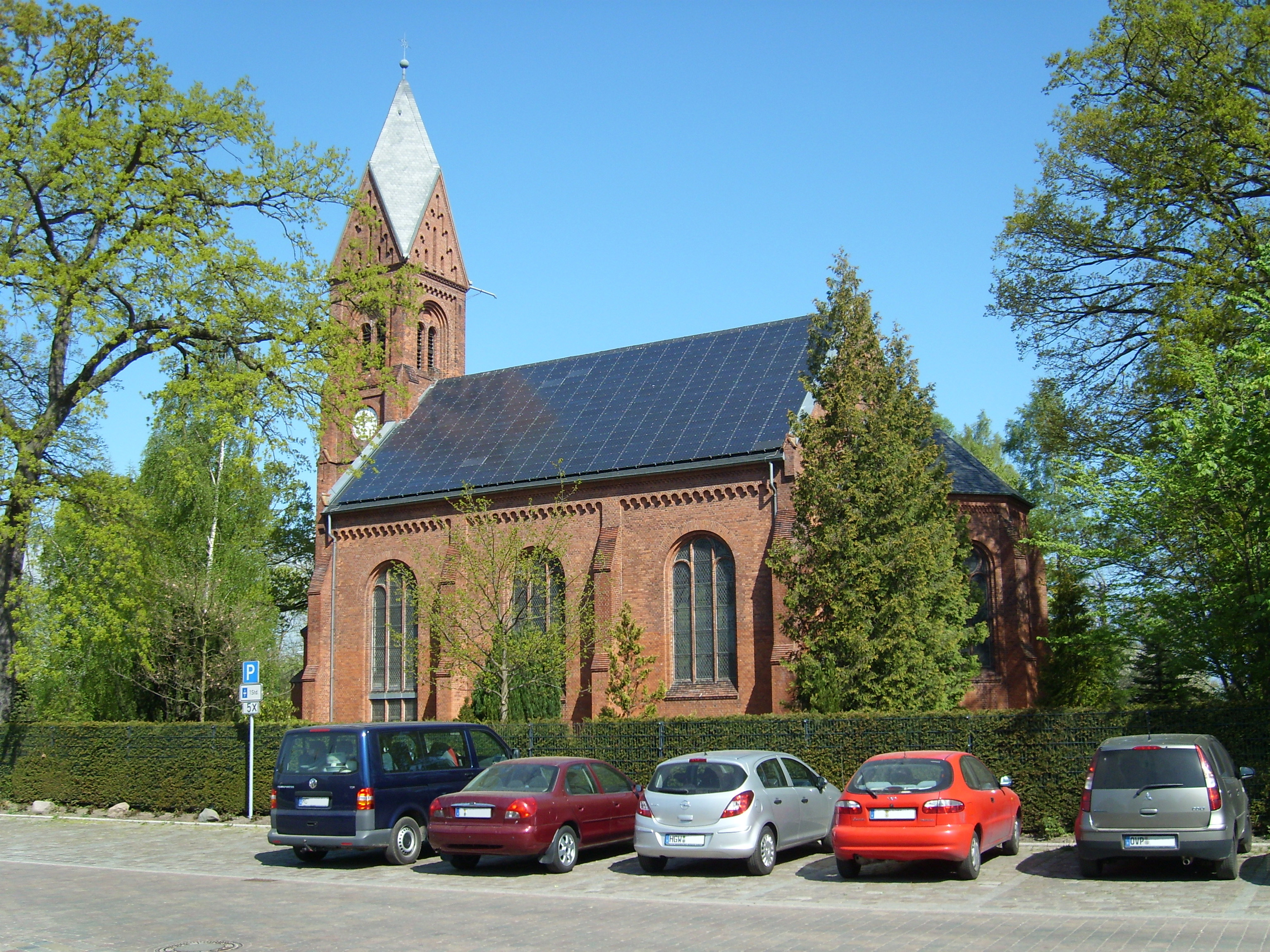
Bugenhagenkirche aus südlicher Richtung betrachtet

Die Bugenhagenkirche ist eine neuromanische Kirche im Greifswalder Ortsteil Wieck. Benannt wurde sie nach dem pommerschen Reformator Johannes Bugenhagen. Die dreijochige Saalkirche gehört zur Evangelischen Kirchengemeinde Wieck-Eldena-Ladebow.

## Geschichte
Im 13. Jahrhundert wurde in Wieck erstmals eine Kirche an der heutigen Dorfstraße, im Zentrum des Dorfes, erwähnt. Den Überlieferungen zufolge handelte es sich um einen einfachen Bau aus Fachwerk. Sie wurde in den kommenden Jahrhunderten von der Gemeinde zum Gottesdienst genutzt. In der Mitte des 19. Jahrhunderts stieg die Bevölkerungszahl jedoch stark an und war der Kirchengemeinde daher zu klein geworden, gleichwohl: Die finanziellen Mittel für einen Neubau standen erst zum Ende des 19. Jahrhunderts zur Verfügung. Hinzu kam eine Sturmflut im Jahr 1872, die auch in der Kirche erheblichen Schaden anrichtete. Friedrich Adler und Friedrich Schulze erbauten in den Jahren 1881–1883 das Bauwerk im Stil der Neuromanik unter Beteiligung des Pastors Carl Rollenhagen. Am 5. Juni 1883 nahm man die Orgel ab; am 26. Juni 1883 fand die Kirchenweihe statt. In den Jahren 1904 und 1913 war die Kirche erneut von Sturmfluten betroffen, als das Wasser bis in den Altarraum vordringt.
In der Zeit des Nationalsozialismus, musste die Kirchengemeinde den Turm im Jahr 1935 um rund sieben Meter kürzen, um den Flugverkehr des von der Wehrmacht betriebenen Flugplatzes im benachbarten Ladebow zu erleichtern. Im Zweiten Weltkrieg musste die Gemeinde eine der beiden Glocken abgeben. 1949 restaurierte die Gemeinde den Altar. 1958, zum 75. Jubiläum der Kirchweihe und zum 400. Todestages Bugenhagens, beschloss der Gemeindekirchenrat die Umbenennung in Bugenhagen-Kirche. Ende der 1960er Jahre malte man die Kirche in einem hellen Ton aus und übertünchte damit die ursprüngliche Farbgebung. 1983 feierte man das 100-jährige Jubiläum der Kirchenweihe mit einem großen Gemeindefest.
Seit 1995 wurden mehrfach Sanierungsarbeiten durchgeführt. Sie begannen mit dem Einbau von neuen Funktionsräumen sowie neuen Türen. 2000 erweiterte man das Geläut durch zwei weitere Glocken aus Bronze. Sie stammen von der Firma Albert Bachert in Heilbronn. Sie ergänzen das vorhandene Geläut von C. Voß & Sohn aus Stettin aus dem Jahr 1882. Im November 2001 stellte man ein Mahnmal zum Gedenken an die Opfer der Kriege und der Gewalt vor der Kirche auf. Er soll an die Menschen erinnern, die durch Kriegshandlungen zu Tode kamen und auf dem Wiecker Friedhof beerdigt sind. Im Oktober 2003 wurde hier die größte Solaranlage auf einem Kirchendach in Pommern eingeweiht. Die Anlage hat eine Fläche von 206 m2 und eine Nennleistung von 27,54 Kilowatt. Die Solaranlage unterstützt u. a. die Elektro-Heizung der Kirche. So sollen jährlich etwa 24,5 Tonnen Kohlendioxid vermieden werden. 2010 baute man eine Winterkirche ein. Geplant ist eine Sanierung des Innenraums, bei der die ursprüngliche Farbgebung in einem grau-grünlichen Farbton wiederhergestellt werden soll. Die Fenster, Gesimse und die Gewölberippen sollen die ursprünglich vorhandenen Begleitstreifen wieder erhalten. Die Gewölbe selbst sollen einen helleren Ton als die Wandflächen erhalten. Damit will die Kirchengemeinde die Ausmalung rekonstruieren, die 1883 vorgenommen wurde, wobei man auf weitere farbige Ornamente verzichten will.

## Ausstattung

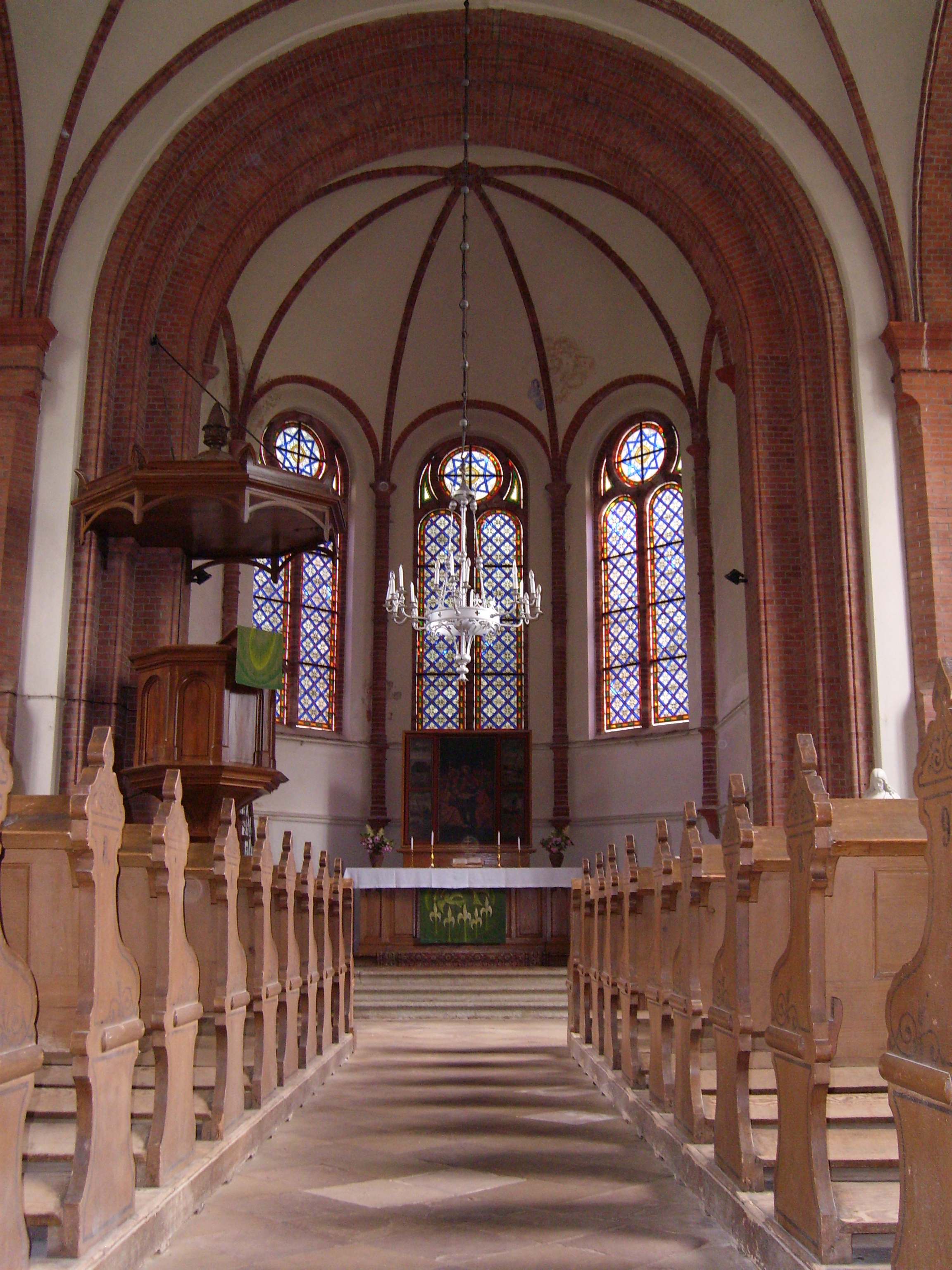
Die Kirche von innen

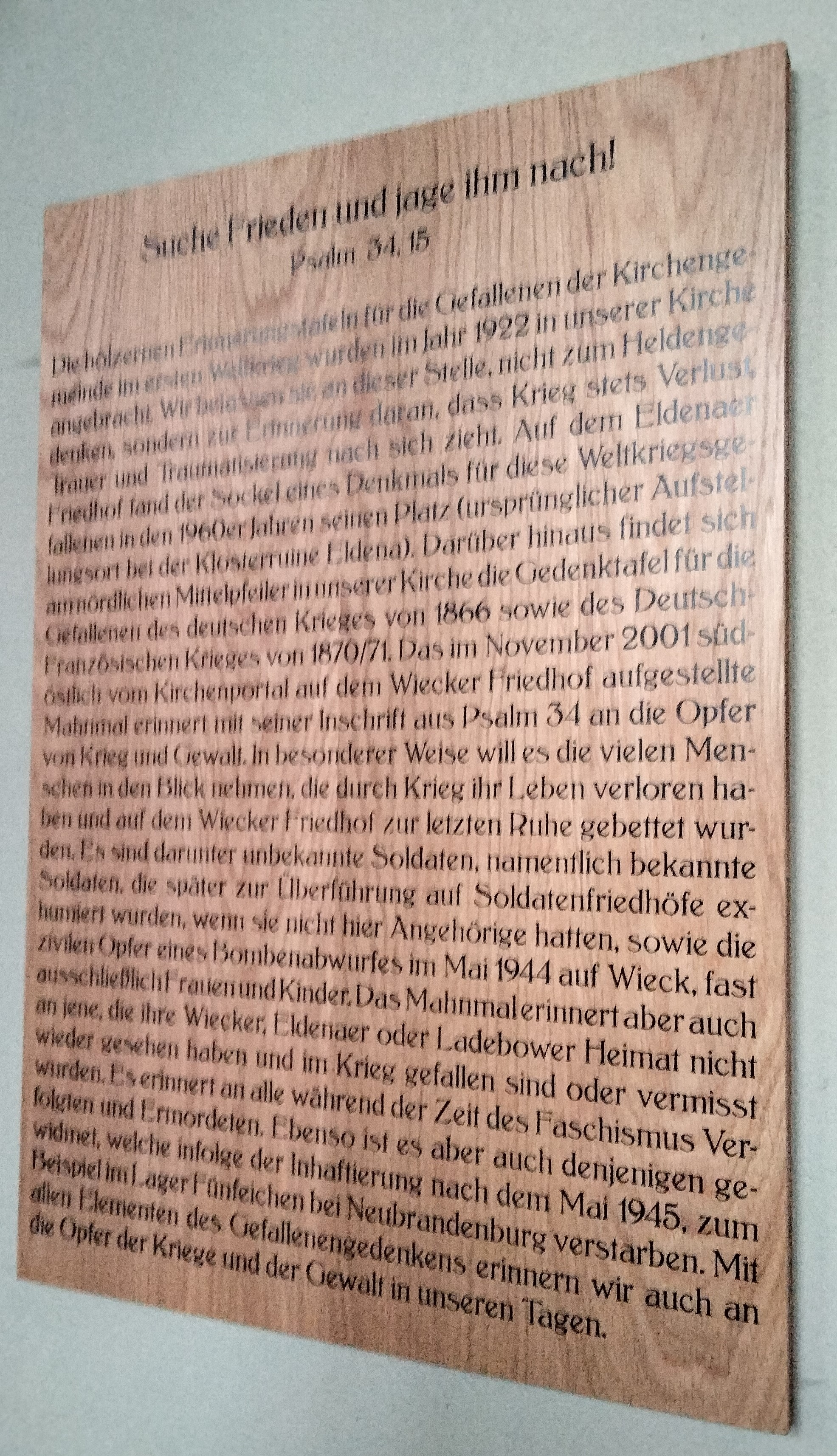
Gedenktafel für die Opfer der Kriege

Die dreijochige Hallenkirche verfügt über ein Langhaus mit einem Kreuzrippengewölbe. Das Chorpolygon ist in seiner Apsis mit einem halben, fünfteiligen Rippengewölbe ausgekleidet, während die Seitenschiffe ein Tonnengewölbe tragen. Der Westturm wird durch seitliche Treppenhäuser ergänzt.
Der Altar stammt vermutlich aus dem Anfang des 17. Jahrhunderts von einem bislang unbekannten Künstler. Der Altaraufsatz ist ein Überbleibsel der Vorgängerkirche und zeigt maritime biblische Szenen. In der Mitte ist das Abendmahl Jesu zu sehen. Im linken Innenflügel oben befinden sich eine Abbildung der Sintflut sowie die Arche Noah. Darunter ist die Rettung des Jona aus dem Bauch eines Wales abgebildet. Im rechten Innenflügel stellte der Maler oben die Stillung des Sturms durch Jesus aus dem Evangelium nach Lukas dar. Darunter ist dargestellt, wie Jesus Simon Petrus rettet. Der linke Außenflügel zeigt zwei gekrönte Stockfische sowie drei gekrönte Heringe, das Wappen der Bergen- und Schonenfahrerkompanie. Darunter ist der Durchzug durch das Rote Meer abgebildet. Der rechte Außenflügel zeigt oben die Seepredigt sowie zwei Wappen von Greifswalder Patrizierfamilien und darunter den Schiffbruch des Paulus auf Malta.
Den schlichten Innenraum schmücken drei Schiffe: Der Raddampfer „Barussia“ war ein Geschenk des Oberpoliers der Greifswalder Schiffszimmerleute H. Will aus dem Jahr 1866. Zwei weitere Schiffe baute der ehemalige Pastor Gerhard Dallmann. Er schenkte 2001 der Gemeinde ein Zeesboot sowie 2012 ein Dreimasttopsegelschoner. Die achteckige, hölzerne Kanzel sowie die ebenfalls achteckige, hölzerne Fünte stammen aus dem Jahr 1883. Alle drei Modelle sind keine Votivschiffe, sondern „erinnern an große Epochen der Wiecker Seefahrt“.
In der Winterkirche steht ein Abguss einer Steinstatue von Bertel Thorvaldsen mit dem Titel „Der segnende Christus“. Heinrich Zenichowski aus Wieck restaurierte das Werk, das in der Zeit zwischen 1822 und 1840 entstanden sein muss, im Jahr 2002.
Eine hölzerne Gedenktafel erinnert die Opfer der Kriege, u. a. an die Opfer des Luftangriffs vom 14. April 1944, der in Wieck 19 Tote und 20 Schwerverletzte forderte.

## Orgel
Die Orgel auf der Empore stammt von Friedrich Albert Mehmel aus Stralsund. Das Werk von 1883 umfasst 13 Register auf zwei Manualen und Pedal. Ihre Disposition wurde 1893 und 1964 verändert. In den Jahren 2010 und 2011 stellte die Firma Hermann Eule Orgelbau Bautzen den ursprünglichen Zustand wieder her. Eine besondere Herausforderung stellte dabei eine Hängeventillade dar, die in den 1880er Jahren nur in wenigen Orgeln zum Einsatz kam. Weiterhin führte man die Register in die ursprüngliche von Mehmel vorgesehene Fassung zurück.
| I Manual |                   |     |
| 1.       | Bordun            | 16′ |
| 2.       | Principal         | 8′  |
| 3.       | Hohlflöte         | 8′  |
| 4.       | Viola da Gamba    | 8′  |
| 5.       | Octave            | 4′  |
| 6.       | Octave            | 2′  |
| 7.       | Progressio II-III |     |

| II Manual |               |    |
| 8.        | Viola d´amour | 8′ |
| 9.        | Gedackt       | 8′ |
| 10.       | Flauto dolce  | 4′ |

| Pedal |             |     |
| 11.   | Subbaß      | 16′ |
| 12.   | Violon      | 8′  |
| 13.   | Gedacktbass | 8′  |

- Koppeln: Manual-Coppel (Zug), Pedal-Coppel (Tritt), Tutti (Tritt)
- Spielhilfen: Calcantenrufer, Evacuant (Entleerung der Bälge nach Spielende)